# Barrio Parque Capital
Parque Capital es un barrio de la ciudad de Córdoba, en Argentina. Se ubica en la zona sur y cuenta con un total de cuarenta y siete manzanas. Sus límites oficiales son al sur con el arroyo La Cañada, al norte con la avenida Fuerza Aérea Argentina (también conocida como Ruta 20), al oeste con la calle Juan H. Vieytes y al este con la calle Río Negro.
A diferencia de otros barrios de la zona, como Los Naranjos y Rosedal, Parque Capital no es un barrio que se creó enmarcado en un "plan de viviendas" o debido a la industrialización de la zona con la llegada de la Fuerza Aérea Argentina. Es por ello que se destaca por sus lujosos chalets, grandes extensiones de terrenos, y su estatus de clase media alta. Viven mayormente comerciantes y profesionales universitarios, por lo que también se diferencia de los barrios obreros vecinos.
Dentro de sus límites, sobre calle Lagunilla, se encuentra la institución deportiva Club Atlético Barrio Parque, que cuenta con canchas de fútbol, tenis, piscina olímpica y tres piletas para la colonia de verano. En un anexo ubicado al frente del club, se encuentra la cancha de básquet, cuyo equipo juega en la Torneo Nacional de Ascenso.
El barrio también cuenta con uno de los mayores pulmones verdes de la ciudad: el Parque de la Vida, cuyo espacio estuvo muchos años en deterioro por su falta de iluminación. Si bien hubo reparaciones hace unos tres años, nuevamente el sector está siendo descuidado, y esto genera por las noches un importante riesgo para los vecinos.De todas maneras,tiene su plaza,sobre calle Aconquija,y su Escuela Pública Provincial,otrora Nacional N.º 187:La Escuela Gobernador Emilio F. Olmos,en Av.Fuerza Aérea Argentina al 2300 esquina Sosneado.

## Transporte
Además de los recorridos locales, en caso de su límite norte, circulan colectivos interurbanos de las líneas Sarmiento, FonoBus, entre otras interurbanas y de larga distancia, ya que la avenida Fuerza Aérea se convierte en la Autopista Justiniano Posse (más conocida como Autopista Córdoba-Carlos Paz), e inclusive con la Avenida de Circunvalación.
| Corredor | Líneas         |
| -------- | -------------- |
|          | - 60 - 64 - 65 |
|          | - 600 - 601    |
|          | - Trole C      |

## Barrio Parque Capital Sur
Si bien es un barrio oficial, según el catastro municipal, es una extensión de Parque Capital. Cuenta con 1200 habitantes (2001), y 15 manzanas. Sus límites se extienden a lo largo del arroyo La Cañada por el norte, las vías del FFCC NCA por el sur, la calle Aconquija por el oeste y Río Negro por el este. Sobre sus límites, también circulan las líneas de colectivo 600 y 601, además de la línea 61.
- Datos: Q5720736